# W. Earl Brown
W. Earl Brown, właśc. William Earl Brown (ur. 7 września 1963 w Murray w stanie Kentucky) – amerykański aktor charakterystyczny, występujący w filmach kinowych oraz projektach telewizyjnych. Okazjonalnie scenarzysta i producent filmowy.
Występował w roli Dana Dority’ego w serialu HBO Deadwood, wystąpił także (w rolach drugoplanowych) jako Warren Jensen w przebojowej komedii Sposób na blondynkę (1998) oraz jako Kenneth „Kenny” Jones w kultowym horrorze Krzyk (1996).

## Filmografia

### Film
| Rok  | Tytuł                          | Rola                     | Uwagi                               |
| ---- | ------------------------------ | ------------------------ | ----------------------------------- |
| 1991 | Ognisty podmuch                | Sanitariusz              | –                                   |
| 1992 | Babe                           | Herb Pennock             | –                                   |
| 1993 | Debiutant roku                 | Frick                    | –                                   |
| 1993 | Niepohamowana siła             | Vinnie DiMarco           | –                                   |
| 1994 | Nowy koszmar Wesa Cravena      | Morgue Attendant         | –                                   |
| 1995 | Bez dowodów                    | Grace                    | –                                   |
| 1995 | Wampir w Brooklynie            | Thrasher                 | –                                   |
| 1996 | Krzyk                          | Kenny                    | –                                   |
| 1997 | Kolekcjoner                    | Locksmith                | –                                   |
| 1998 | Dzień zagłady                  | McCloud                  | –                                   |
| 1998 | Sposób na blondynkę            | Warren Jensen            | –                                   |
| 1999 | Być jak John Malkovich         | klient J.M. Inc.         | –                                   |
| 2000 | Zatańczyć w Błękitnej Iguanie  | Bobby                    | –                                   |
| 2000 | Stracone dusze                 | William Kelson           | –                                   |
| 2001 | Vanilla Sky                    | Barman                   | –                                   |
| 2001 | Słodkie i ostre                | Hank „Terminator” Rogers | –                                   |
| 2003 | Pauly Shore nie żyje           | Bucky z Kentucky         | –                                   |
| 2003 | Dunsmore                       | Ronny Roy Pritcher       | –                                   |
| 2004 | Killer Diller                  | Holister                 | –                                   |
| 2004 | Ujęcie                         | Willie Gratzo            | –                                   |
| 2004 | Alamo                          | David Burnet             | –                                   |
| 2005 | Ciało za milion                | Jimbo                    | –                                   |
| 2005 | Kids in America                | Boss McGinn              | –                                   |
| 2010 | Bloodworth                     | Brady Bloodworth         | także scenarzysta i producent       |
| 2010 | The Last Rites of Ransom Pride | Matthew                  | –                                   |
| 2012 | Sesje                          | Rod                      | –                                   |
| 2012 | Mistrz                         | Fighting Businessman     | –                                   |
| 2013 | A Single Shot                  | Puffy                    | –                                   |
| 2013 | AIC 23                         | Alan Poole McLard        | mockument o zespole Alice in Chains |
| 2013 | Jeździec znikąd                | Mustached Ranger         | –                                   |
| 2013 | Beneath the Harvest Sky        | Roger                    | –                                   |
| 2013 | Rycerze (nie) na niby          | Randy                    | –                                   |
| 2013 | Brother’s Keeper               | Turner Monroe            | –                                   |
| 2014 | Dzika droga                    | Frank                    | –                                   |
| 2014 | Ostatni gwizdek                | Ralph Mowry              | –                                   |
| 2015 | Chasing Ghosts                 | Roger Simons             | –                                   |
| 2015 | Pakt z diabłem                 | Johnny Martorano         | –                                   |
| 2016 | Porcupine                      | Owen Talbott             | –                                   |
| 2016 | Spaceman                       | Dick Dennis              | –                                   |

## Nagrody i wyróżnienia
- 1997:
  - nominacja do grupowej nagrody dla najlepszej obsady aktorskiej w serialu dramatycznym (Deadwood) podczas Screen Actors Guild Awards
  - nominacja do grupowej nagrody Gildii Scenarzystów Amerykańskich w kategorii twórcy scenariusza serialu dramatycznego